# Forcipomyia operimenti
Forcipomyia operimenti är en tvåvingeart som beskrevs av Debenham 1987. Forcipomyia operimenti ingår i släktet Forcipomyia och familjen svidknott. Inga underarter finns listade i Catalogue of Life.